# Viajero en el tiempo (serie de televisión)
Viajero en el tiempo (Journeyman)  es una serie de televisión de ciencia ficción estadounidense creada por Kevin Falls para la 20th Century Fox Television y emitida por la NBC.
Está protagonizada por Kevin McKidd como Dan Vasser, un reportero de San Francisco quien involuntariamente viaja a través del tiempo. Alex Graves, director del episodio piloto, y Falls son los productores ejecutivos.
En Estados Unidos, la serie se estrenó el 24 de septiembre de 2007, emitiéndose los lunes a las 10 de la noche (horario del este). El encargo inicial era de trece episodios, los cuales fueron producidos con anterioridad a la huelga de guionistas de 2007. Sin embargo, la serie obtuvo bajos índices de audiencia y la NBC decidió la no renovación. En abril de 2008 se canceló oficialmente. El último episodio se emitió el miércoles 19 de diciembre de 2007.

## Trama
La serie gira alrededor de Dan Vasser, un reportero de un periódico que vive junto a su esposa, Katie, y su hijo pequeño, Zack, en San Francisco. Por razones desconocidas, un buen día empieza a viajar atrás en el tiempo. Se da cuenta de que cada viaje sigue la vida de una persona cuyo destino parece que deba cambiar. Los viajes temporales de Dan comienzan a afectarle, tanto personal como laboralmente, y comienzan a levantar sospechas en su hermano detective de la policía. Mientras, en el pasado, Dan se reencuentra con su ex-prometida, Livia, a quien creía muerta tras un accidente de avión y que realmente es una viajera temporal como él.

## Reparto y personajes
- Dan Vasser (interpretado por Kevin McKidd) es un reportero del ficticio periódico San Francisco Register. Es el principal protagonista de la serie, que empieza a sufrir incomprensibles desplazamientos a través del tiempo que no puede controlar. Tiene un hijo de 7 años, Zack, junto a su esposa, Katie — exnovia de su hermano. Estuvo anteriormente prometido con Livia Beale antes de que ella desapareciera y se diera por muerta tras un accidente de avión. Dan está recuperado de su adicción al juego.

- Katie Vasser (interpretada por Gretchen Egolf) es la esposa de Dan y madre de su hijo Zack. Hasta hace poco, ella era la única en el presente que sabía de los viajes de su marido en el tiempo. Katie fue por muchos años novia del hermano de Dan, Jack. Desde su ruptura, ambos han permanecido distanciados, principalmente porque Katie se quedó embarazada de Dan y se casaron. Antes de casarse, Katie era reportera de televisión. Tras los recortes en el Register y los viajes de Dan, Katie vuelve a la televisión para asegurar unos ingresos estables en la familia.

- Olivia "Livia" Beale  (interpretada por Moon Bloodgood) es la exnovia de Dan que se supone muerta tras un accidente de avión unos diez años atrás. Se desvela que en realidad es una viajera de 1948 hacia el futuro. Al no ser capaz de volver al pasado, se ve atrapada en el presente de Dan y rehacer su vida en él, empezando una carrera y enamorándose de Dan, para luego volver al pasado mientras se encontraba en el avión. En “Blowback” y el episodio final, “Perfidia”, ella y Dan especulan con que Dan es el objetivo de su tan largo viaje y que su misión era que Dan y Katie acabaran juntos (posiblemente como resultado de su supuesta muerte). Por motivos desconocidos, ella viaja ahora a la vez de Dan y le da a él consejos y ayuda en sus misiones.

- Jack Vasser (interpretado por Reed Diamond) es el hermano de Dan. Jack, detective de policía, está saliendo con la Dra. Theresa Sánchez (Lisa Sheridan), aunque también tiene sentimientos por Katie (su ex). Jack forma ideas equivocadas sobre las desapariciones de Dan, que aparentan irresponsabilidad, y no le cree cuando le explica lo de los viajes en el tiempo. Creyendo que Dan ha vuelto a caer en el juego, Jack utiliza sus recursos policiacos para investigar la vida de Dan. Jack finalmente se convence de los viajes de Dan cuando Livia se reúne con él para pedirle ayuda para Dan que se encuentra en una situación desesperada.

- Hugh Skillen (interpretado por Brian Howe) es el editor jefe del San Francisco Register, jefe y amigo de Dan.

- Zack Vasser (interpretado por Charles Henry Wyson) es el hijo de Dan y Katie, quien ha visto desaparecer a Dan, creyendo que se trata de magia. Dan a menudo teme abandonar a su hijo como cuando su padre le abandonó cuando tenía la misma edad que Zack.

## Episodios
| Capítulo | Título                      | Título original              | Dirección             |
| -------- | --------------------------- | ---------------------------- | --------------------- |
| 01       | Un amor de una vida         | A Love of a Lifetime         | Alex Graves           |
| 02       | Cielos benévolos            | Friendly Skies               | Alex Graves           |
| 03       | Tercer partido              | Game Three                   | Alex Graves           |
| 04       | El año del conejo           | The Year of the Rabbit       | Laura Innes           |
| 05       | La leyenda de Dylan McCleen | The Legend of Dylan McCleen  | Allison Liddi         |
| 06       | Guardianes                  | Keepers                      | Andrew Bernstein      |
| 07       | Doble o nada                | Double Down                  | Alex Graves           |
| 08       | Winterland                  | Winterland                   | Helen Shaver          |
| 09       | Emily                       | Emily (Part 1 of 2)          | Frederick King Keller |
| 10       | Blowback                    | Blowback (Part 2 of 2)       | Karen Gaviola         |
| 11       | A casa por otro camino      | Home By Another Way          | Lesli Linka Glatter   |
| 12       | El colgado                  | The Hanged Man (Part 1 of 2) | Steven DePaul         |
| 13       | Perfidia                    | Perfidia (Part 2 of 2)       | Alex Graves           |